# یوداش تادئوش کرزینسکی

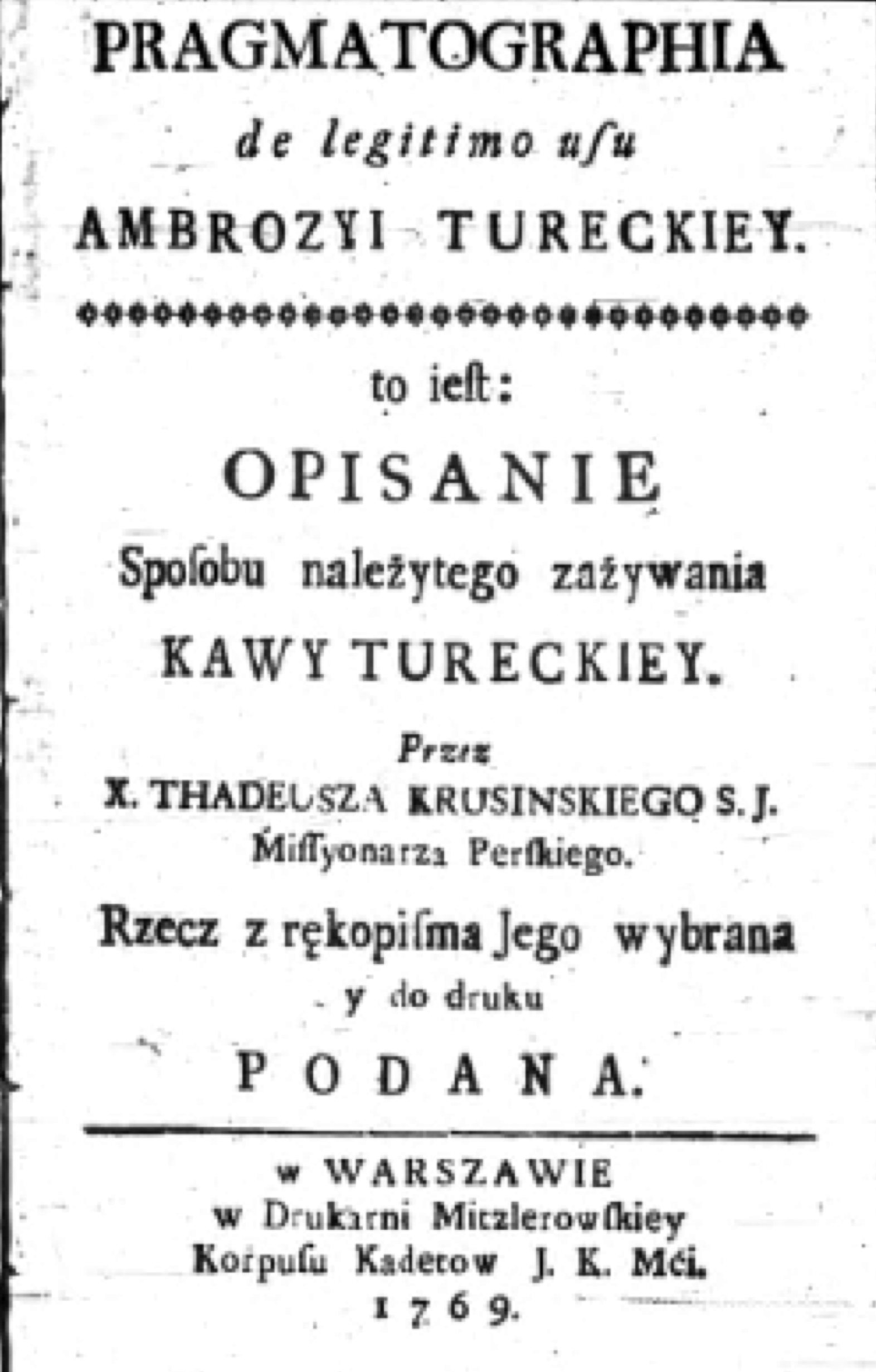
تادئوش کروسینسکی 1769 پراگماتوگرافی توسط ابروسیا ترکی

یوداش تادئوش کرزیسنکی (به لهستانی: Judasz Tadeusz Krusinski) (زادهٔ ۱۶۷۵ میلادی - درگذشتهٔ ۱۷۵۶ میلادی) یک لهستانی یسوعی بود که در امپراتوری صفوی از ۱۷۰۷ میلادی تا ۱۷۲۵/۱۷۲۸ میلادی زندگی می‌کرد. او واسطه‌ای بین پاپ و دربار ایران بود و او از مترجمان دربار هم بود.
او زبان فارسی را می‌دانست و با ملّت و مردم آن به خوبی آشنا بود. او ساکن پایتخت سلطنتی صفوی، اصفهان و یکی از «شاهدان دست اول» محاصرهٔ این شهر در سال ۱۷۲۲ میلادی در طی شورش افغان‌ها بود. روایات کرزینسکی او را در این دورهٔ خاص از دورهٔ صفویه به منبع اصلی مهمی تبدیل می‌کند.